# Xã Wabash, Quận Jay, Indiana
Xã Wabash (tiếng Anh: Wabash Township) là một xã thuộc quận Jay, tiểu bang Indiana, Hoa Kỳ. Năm 2010, dân số của xã này là 578 người.